# 拉韦尔纳朝圣所

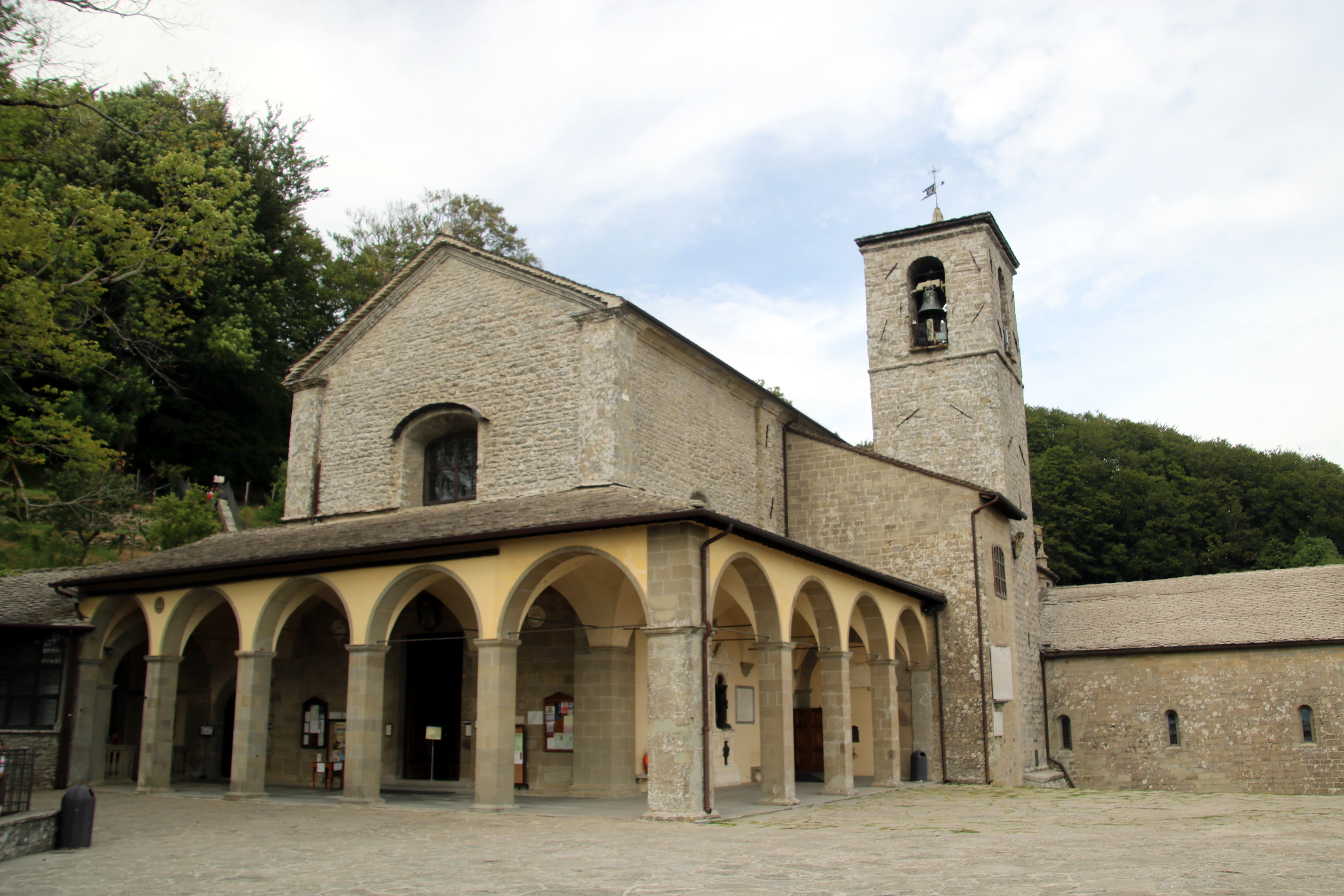

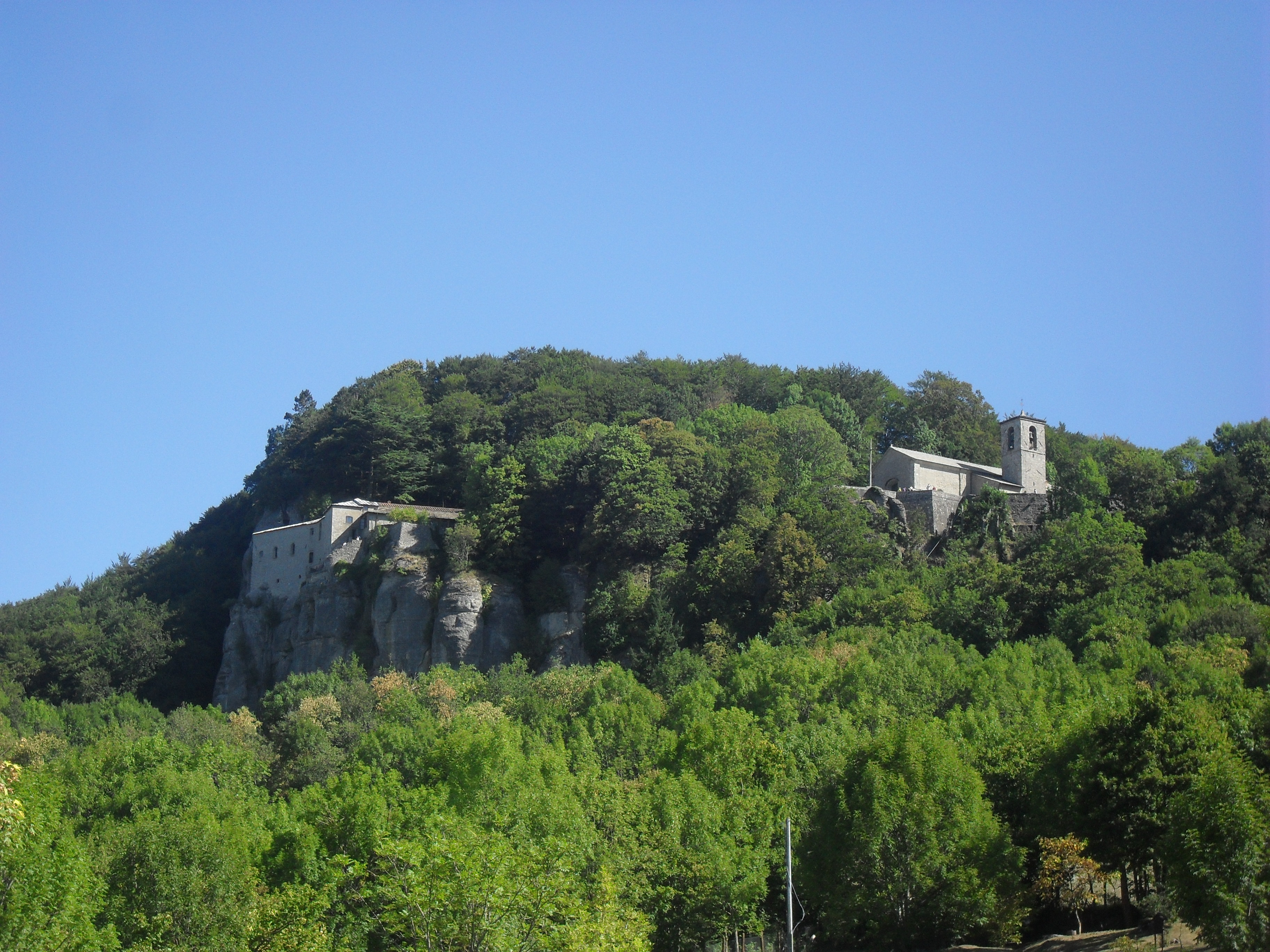

拉韦尔纳朝圣所（Santuario della Verna）是一座罗马天主教宗座圣殿，属于天主教阿雷佐-科尔托纳-圣塞波尔克罗教区，位于意大利托斯卡纳大区阿雷佐省丘西代拉韦尔纳几公里外的卡森蒂诺森林、法尔泰罗纳山、坎皮尼亚国家公园内, 佩纳山南部，海拔1128米。这处朝圣地因阿西西的圣方济各于1224年9月14日在此受五伤圣痕而闻名，建于1260年至18世纪，是许多朝圣者的目的地，拥有许多小堂和祈祷、冥想的地方。
1921年8月，教宗本笃十五世将该堂升格为次级宗座圣殿。

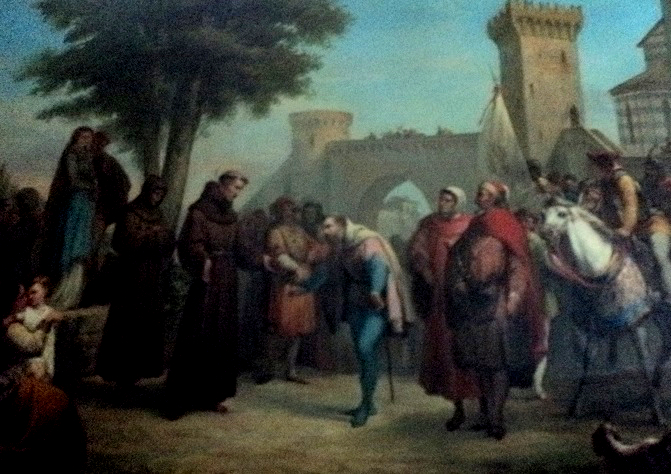
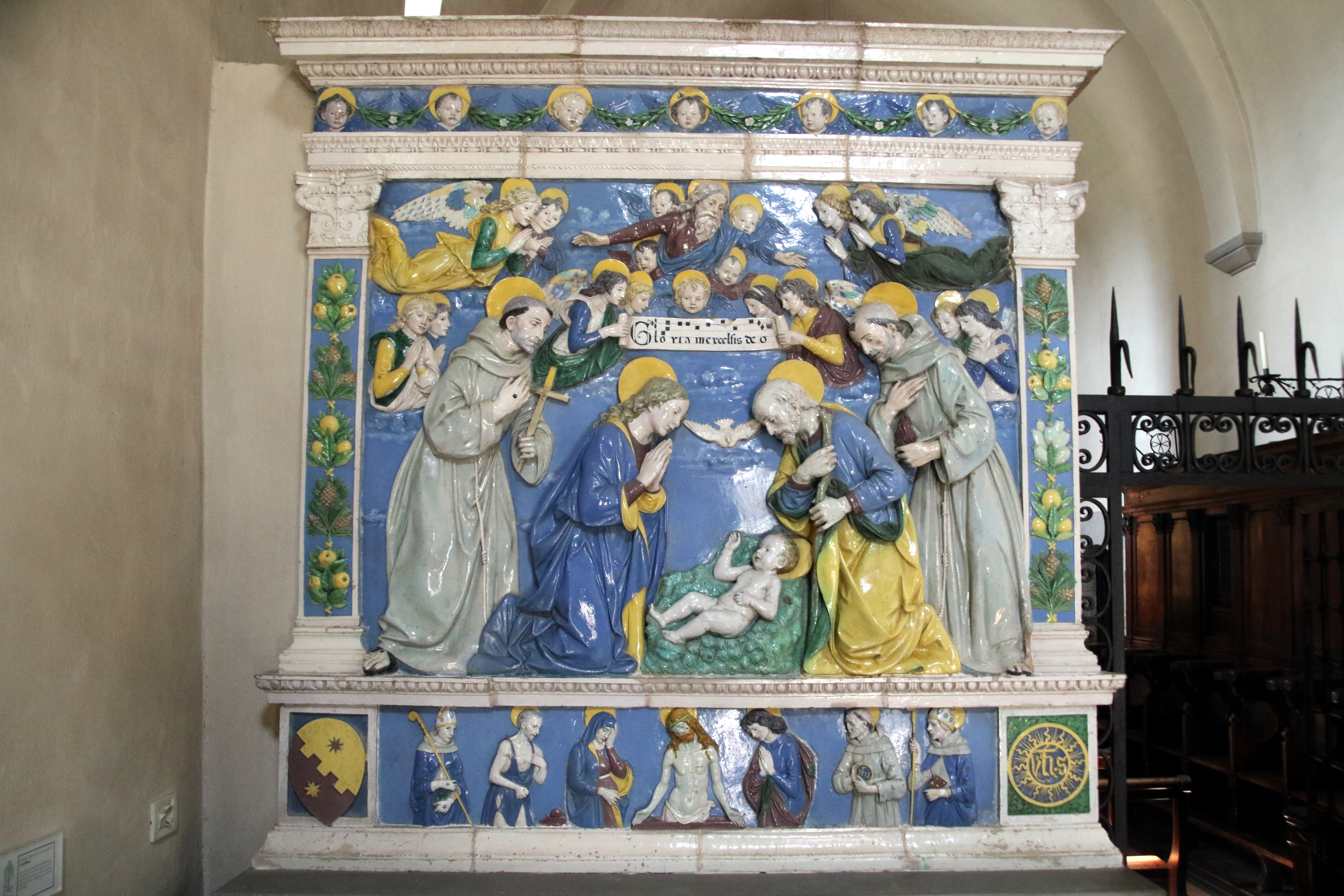
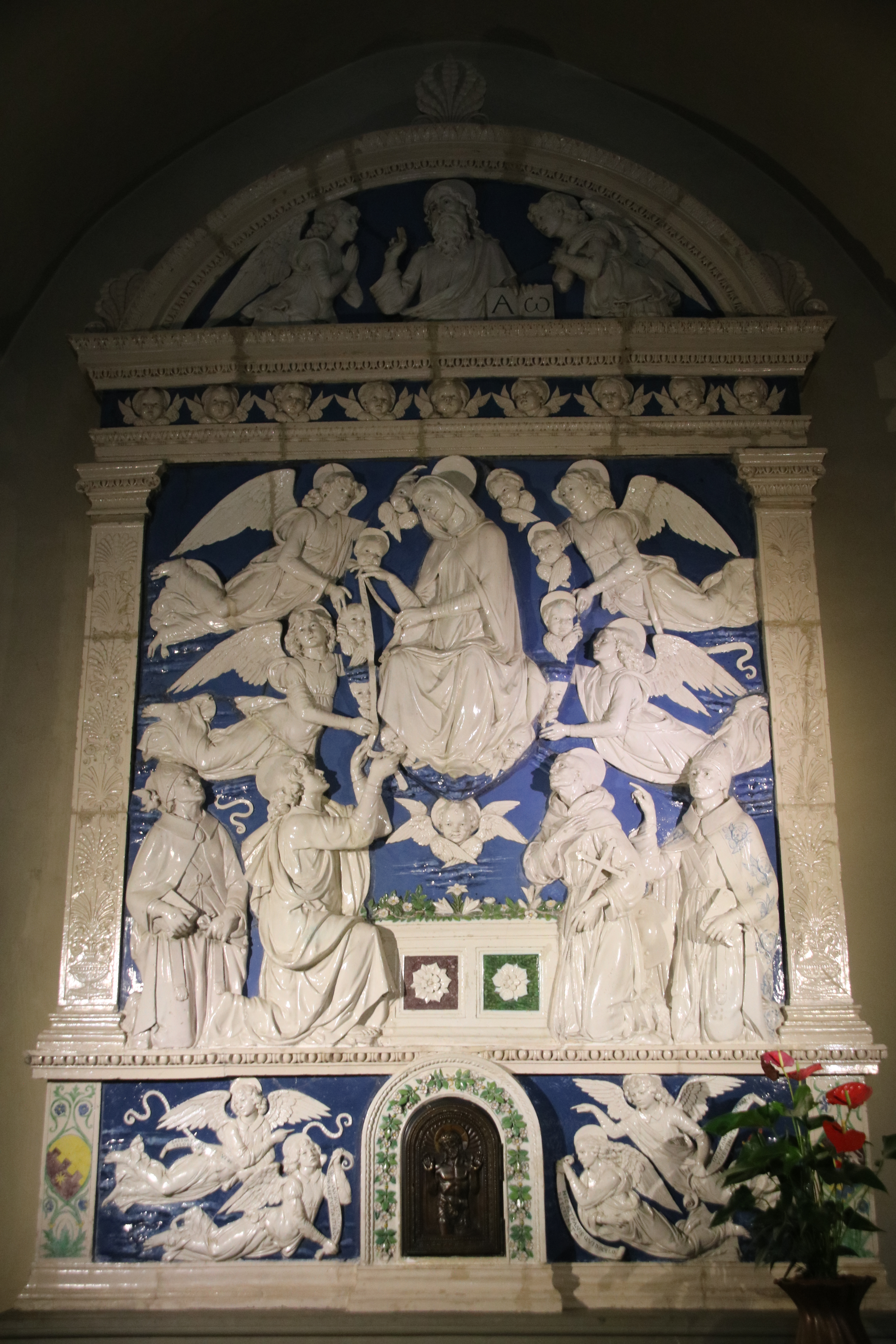
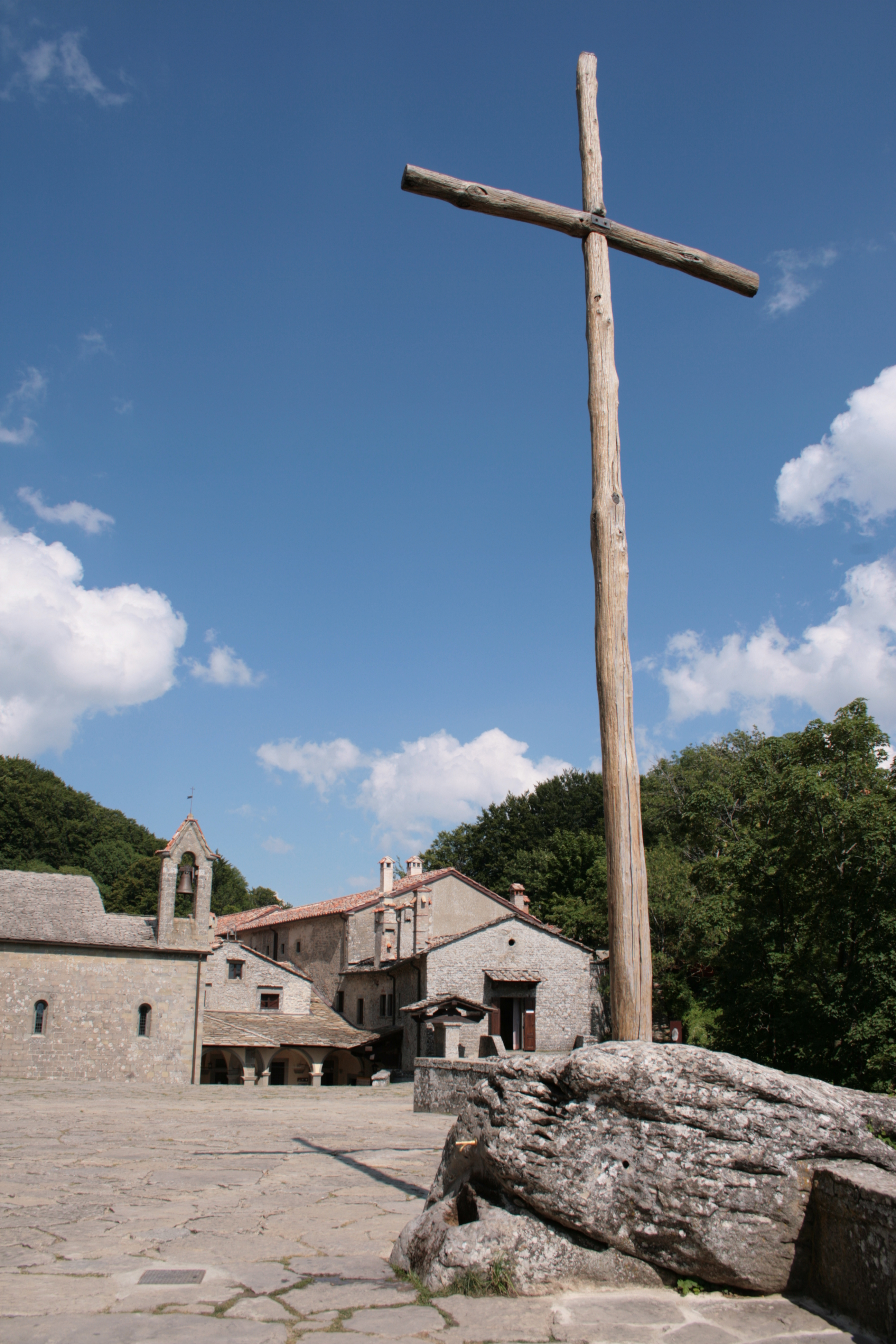
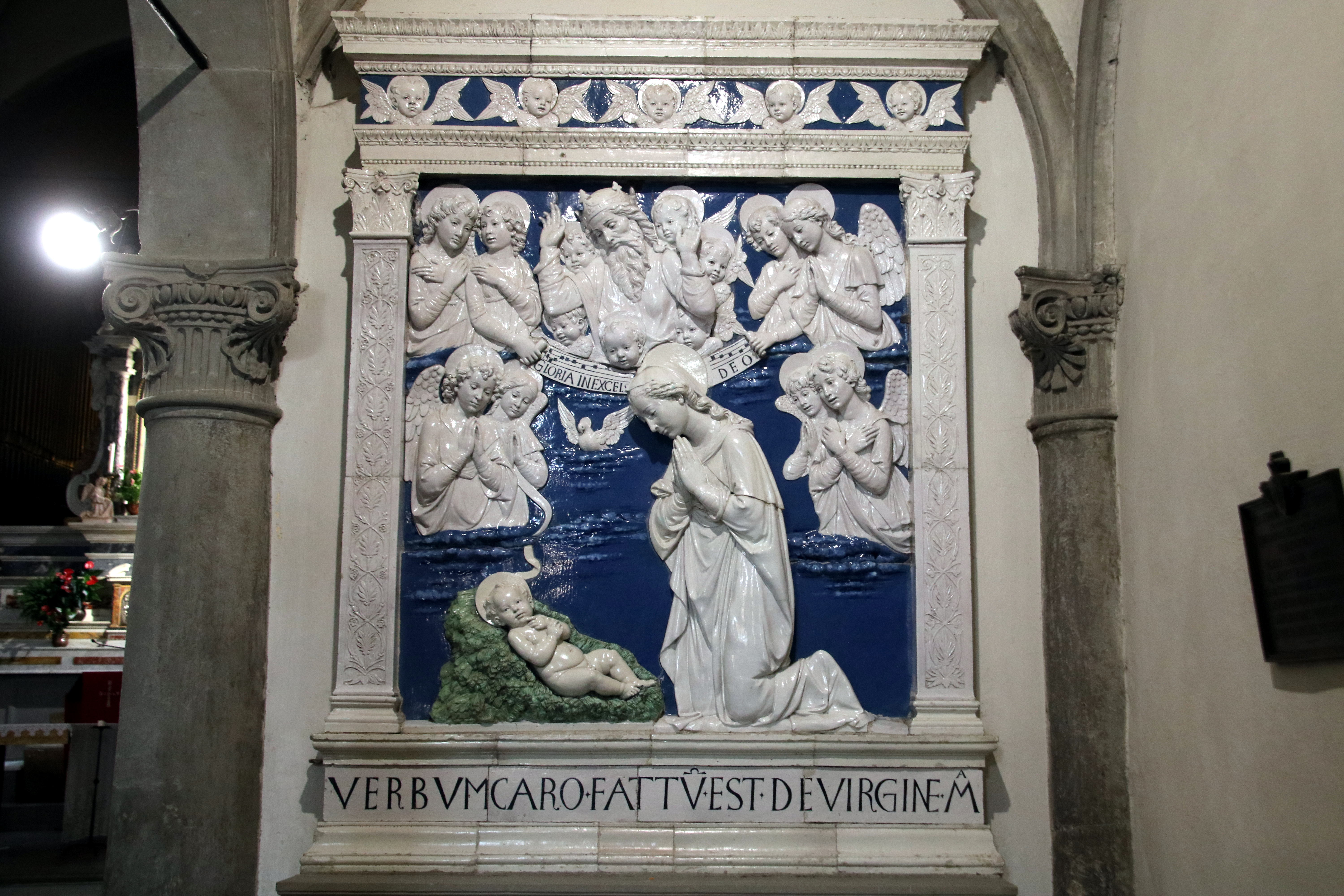
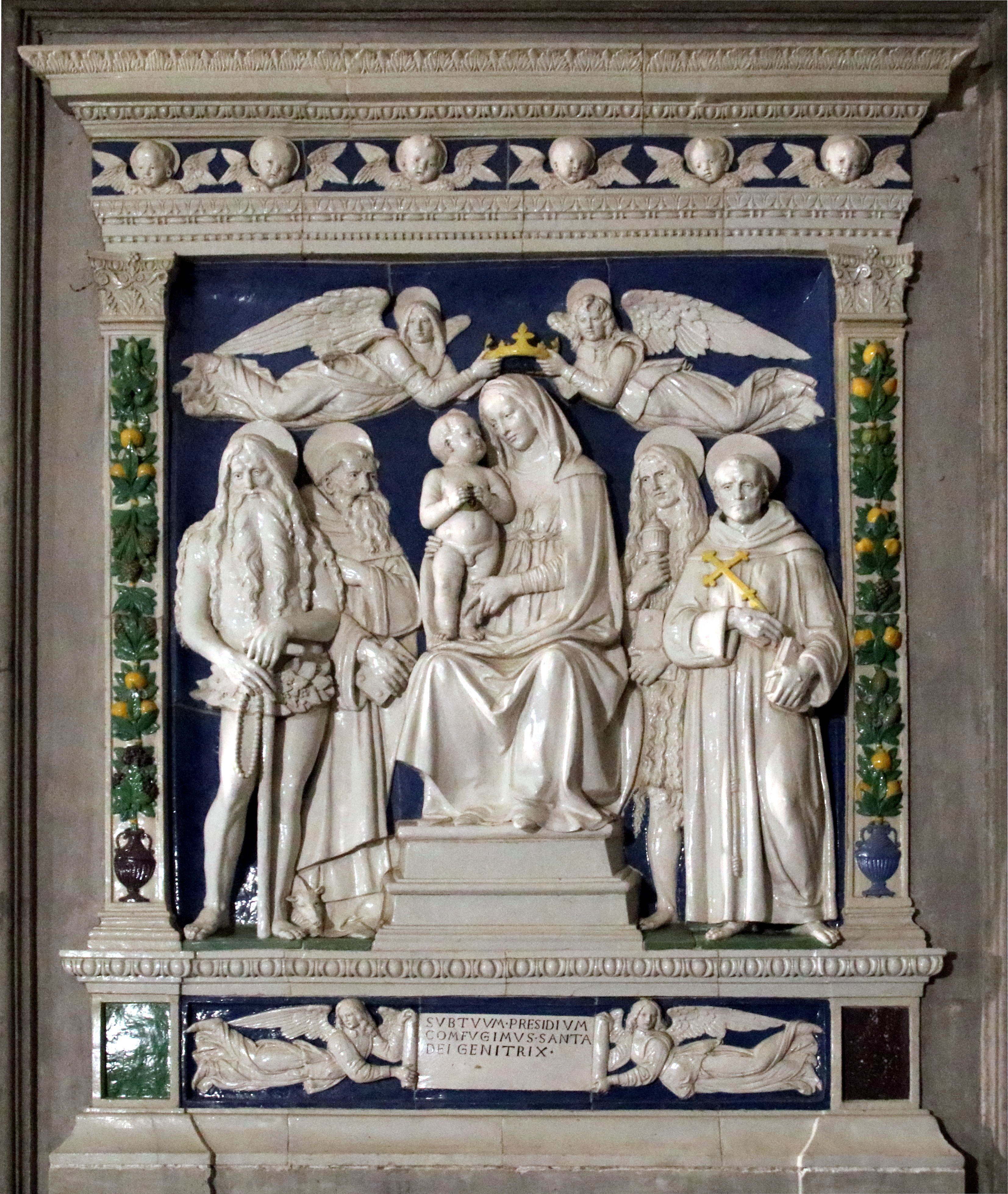
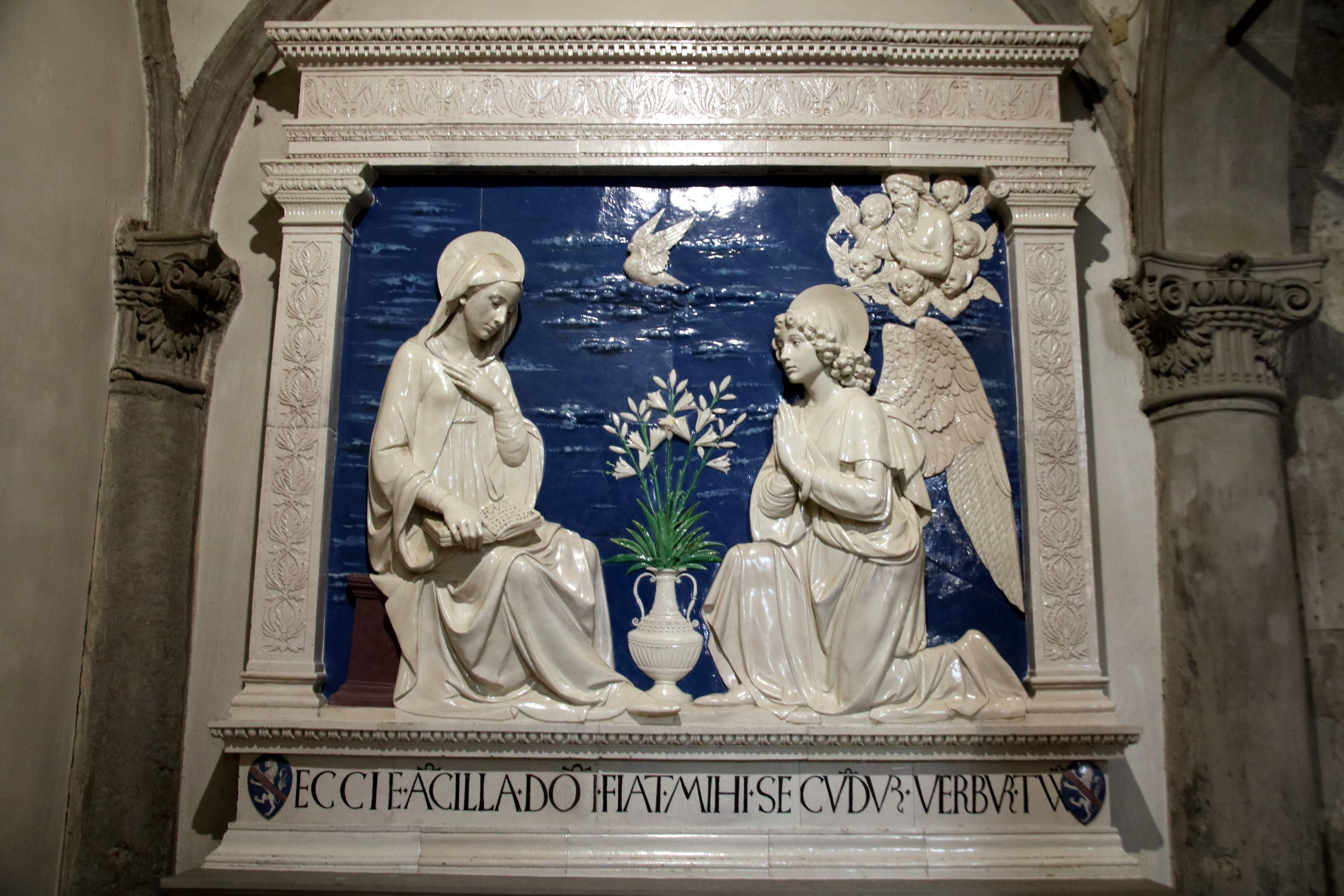
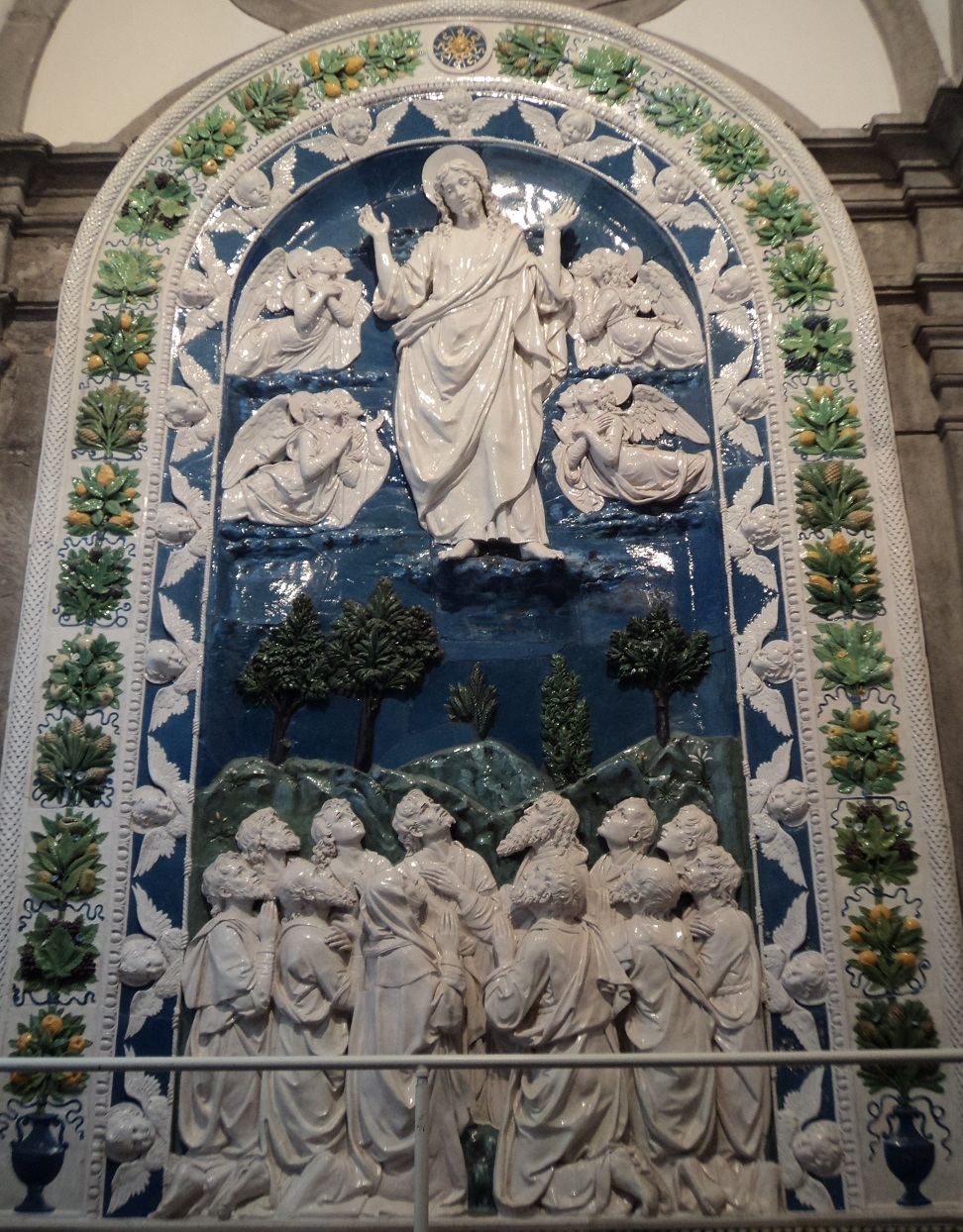
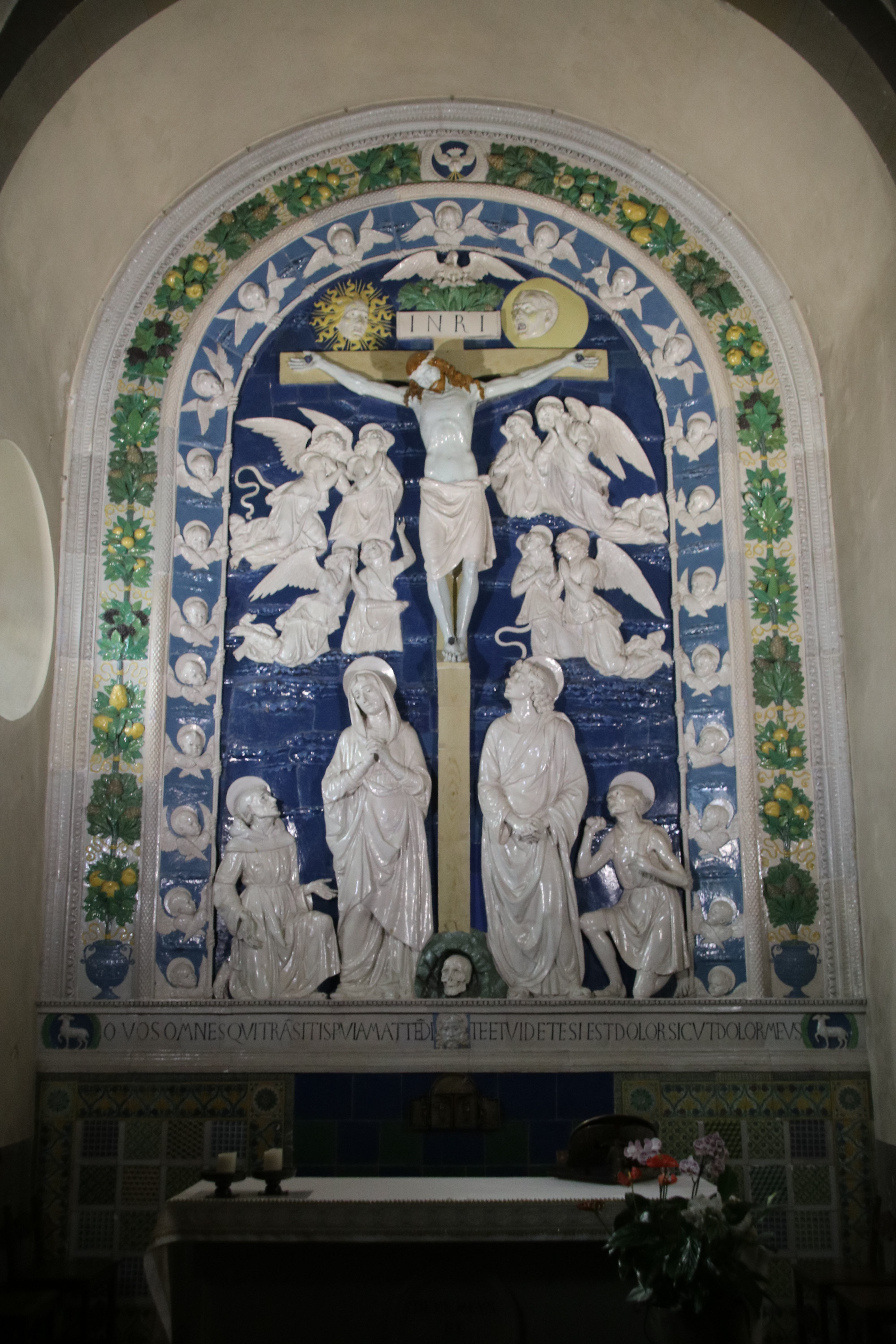
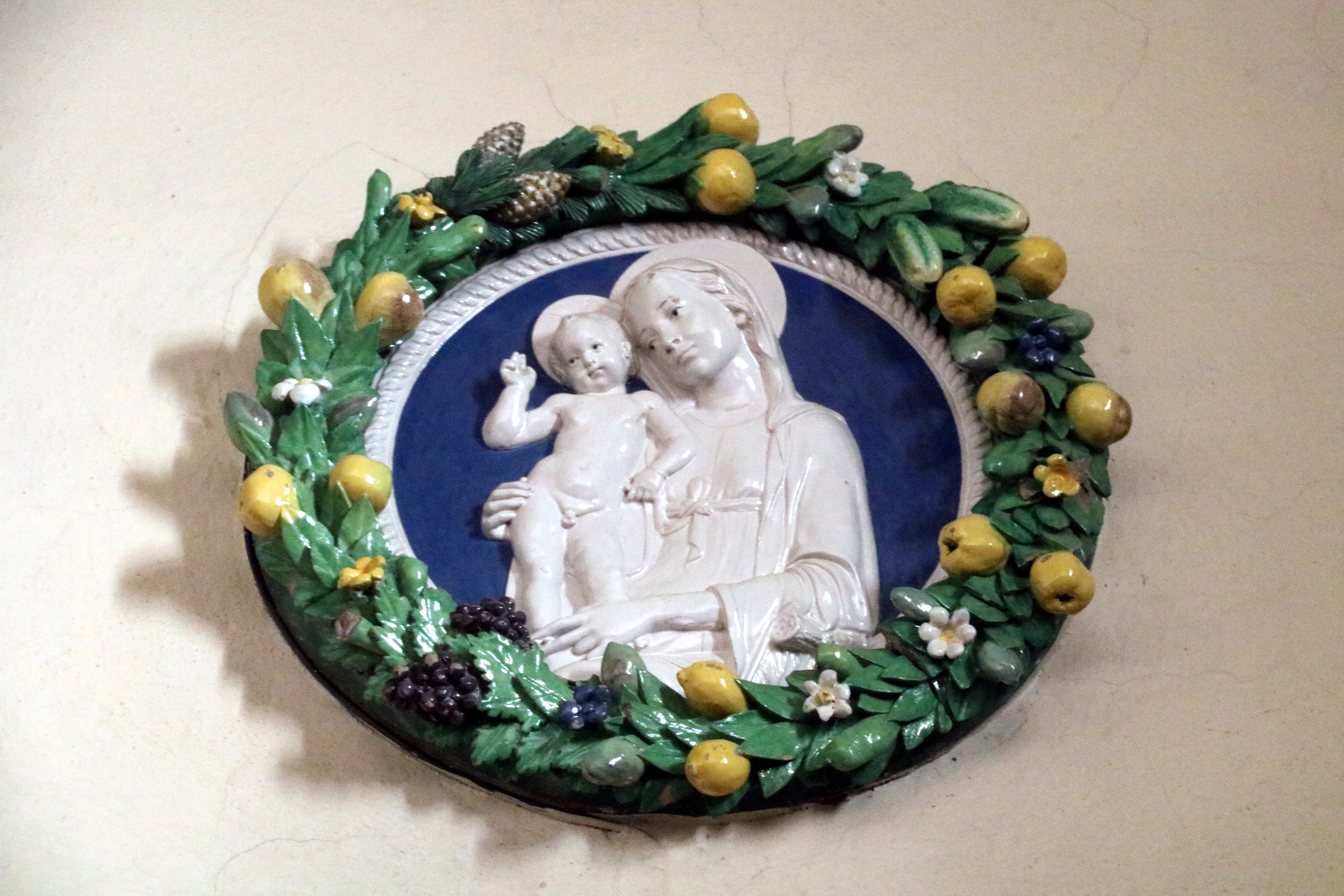